# Ellis Ridge
Ellis Ridge ist ein vereister, 16 km langer und 4 km breiter Gebirgskamm an der Walgreen-Küste des westantarktischen Marie-Byrd-Lands. Er erstreckt sich als Ausläufer der Jenkins Heights südlich der Martin-Halbinsel in nordöstlicher Richtung zwischen dem Dorchuck-Gletscher und dem Keys-Gletscher.
Der United States Geological Survey (USGS) kartierte ihn anhand eigener Vermessungen und Luftaufnahmen der United States Navy aus den Jahren von 1959 bis 1967 und Landsataufnahmen aus den Jahren von 1972 bis 1973. Das Advisory Committee on Antarctic Names benannte ihn nach Melvin Y. Ellis, Kartograph des USGS für satellitenunterstützte Vermessungsarbeiten auf der Amundsen-Scott-Südpolstation im antarktischen Winter 1974.